# Los dos paracaidistas
Los dos paracaidistas (título original en italiano: I due parà) es una película de comedia bélica en blanco y negro de 1965 dirigida por Lucio Fulci, protagonizada por el dúo cómico Franco y Ciccio. La película es una producción franco-española-italiana.

## Argumento
Franco y Ciccio son dos artistas callejeros sicilianos que se ven obligados a huir a Estados Unidos para escapar de sus deudas. Sin embargo, abordan el barco equivocado y terminan llegando a un país sudamericano (ficticios), donde los mantienen como prisioneros. Rescatados por soldados estadounidenses, finalmente son enviados a luchar en la guerra de Vietnam.

## Reparto
- Franco Franchi ... Franco Impallomeni.
- Ciccio Ingrassia ... Ciccio Impallomeni.
- Umberto D'Orsi ... embajador estadounidense.
- Roberto Camardiel ... general José Limar.
- Mónica Randall ... Rosita.
- Luis Peña ... Álvaro García.
- Ignazio Leone ... Paracaidista Sarge Sullivan.
- Enzo Andronico ... Propietario de un café.
- Lino Banfi ... Tequinho (como Pasquale Zagaria).
- Luciano Bonanni ... Aldeano con rifles.
- Franco Morici ... Teniente paracaidista.
- Emilio Rodríguez ... Diego.
- Tano Cimarosa ... Asistente de García.
- Francesca Romana Coluzzi ... Pasionaria.
- Piero Morgia ... Paracaidista Jack.
- Linda Sini ... Consuelo.
- Calogero Azaretto ... Soldado de Limar.

## Producción
A pesar de que algunas fotografías en las portadas de lanzamientos de videos posteriores estaban coloreadas, la película se filmó en 1965 en blanco y negro, en un momento en que la película en color estaba a punto de convertirse en el formato estándar.
Este período de la obra de Fulci está intensamente marcado por sus colaboraciones con Franco y Ciccio. En 1965, mientras I due pericoli pubblici todavía se proyectaba en los cines italianos, Fulci dirigió dos películas de Franco y Ciccio, Los dos paracaidistas y Dos cosmonautas a la fuerza . En 1966 filmaría Come svaligiammo la Banca d'Italia, de nuevo con el dúo siciliano.

## Recepción
Según una reseña retrospectiva de TV Guide: «Apenas un mes después de la divertida y disparatada Dos cosmonautas a la fuerza, esta es una entrega bastante descuidada de la longeva serie, una coproducción hispano-italiana que presenta a los chicos como un par de paracaidistas sicilianos torpes que se ven involucrados en un golpe de Estado en una república bananera anónima. Se producen las habituales situaciones de payasadas y farsas, todas ellas desarrolladas con la frenética histeria característica que ha marcado la mayoría de las películas de Franco y Ciccio». Sin embargo, una reseña retrospectiva subraya el hecho de que la dirección de Fulci tiene mayor calidad artística que la mayoría de las películas de Franco y Ciccio realizadas por otros directores.

## Lanzamiento
Mustang lanzó una versión en DVD en Italia en diciembre de 2021.